# Dettingen (Horb)
Dettingen is een plaats in de Duitse gemeente Horb am Neckar, deelstaat Baden-Württemberg, en telt 1600 inwoners. Onderdeel van deze plaats is Priorberg.